# Onitis fulgidus
Onitis fulgidus es una especie de escarabajo del género Onitis, familia Scarabaeidae. Fue descrita científicamente por Klug en 1855.
Se distribuye por la región Afrotropical. Habita en Angola, Ghana, Etiopía, Kenia, Tanzania, Zimbabue, Mozambique y República de Sudáfrica (Mpumalanga, KwaZulu).